# Louis de Rouvroy, hertig av Saint-Simon
Louis de Rouvroy, hertig av Saint-Simon (ofta kallad bara Saint-Simon), född 16 januari 1675 i Versailles, död 2 mars 1755, fransk diplomat, militär och memoarförfattare. Hans memoarer behandlar tiden vid det franska hovet mellan 1692 och 1721 och tillhör de mest kända samtida memoarerna från Ludvig XIV:s tid.  

## Biografi
Louis de Rouvroy var son till hovmannen Claude de Rouvroy, hertig av Saint-Simon och hans andra hustru Charlotte de l'Aubespine. Fadern hade adlats, och var en av de tongivande vid Ludvig XIII av Frankrikes hov. Hans första hustru var född inom den kungliga grenen Condé, med vilken han fick tre döttrar. Louis de Rouvroys moder tillhörde en av de yngre adliga släkterna. Som nära släkt med kungahuset, fick Louis de Rouvroy den yppersta utbildningen. 
Han påbörjade sin militära karriär år 1692 och avslutade den 1701. Han tillhörde sedan hovkretsen kring kungens brorson Filip II, hertig av Orléans, och motsatte sig inflytandet från Ludvig XIV:s legitimerade barn vid hovet. Han utnämndes 1721 till ambassadör i Spanien. 

## Författarskap
Den bästa källan till Saint-Simons liv är hans egna memoarer som omfattar 12000 sidor. Hans memoarer behandlar främst tiden under slutet av Ludvig XIV:s regeringstid (1692-1715), och regencyn (1715-1723). De ger en god inblick i hovlivet, korruptionen och kulturen i den franska överklassen, och beskriver samtida historiska händelser. Två antologier med utdrag finns på svenska.